# Rofrano
Rofrano är en ort och kommun i provinsen Salerno i regionen Kampanien i Italien. Kommunen hade 1 509 invånare (2017).